# Crime & Investigation Network
Crime & Investigation Network je značka televizních kanálů, které jsou vysílány po celém světě. Tyto kanály jsou provozovány společností A&E Networks. Verze ve Spojených státech amerických vysílá většinou kriminální dramata jako například 24, Nash Bridges, či Taxík, a také dokumenty z produkce A&E SWAT, Uncovered, a nebo The First 48. Tento kanál by měl být brzy spuštěn i v ČR - spuštění tohoto kanálu v České republice bylo oznámeno na zasedání České asociace elektronických komunikací..